# Eriochloa michauxii
Eriochloa michauxii là một loài thực vật có hoa trong họ Hòa thảo. Loài này được (Poir.) Hitchc. mô tả khoa học đầu tiên năm 1908.